# Hohe Straße 25 (Quedlinburg)

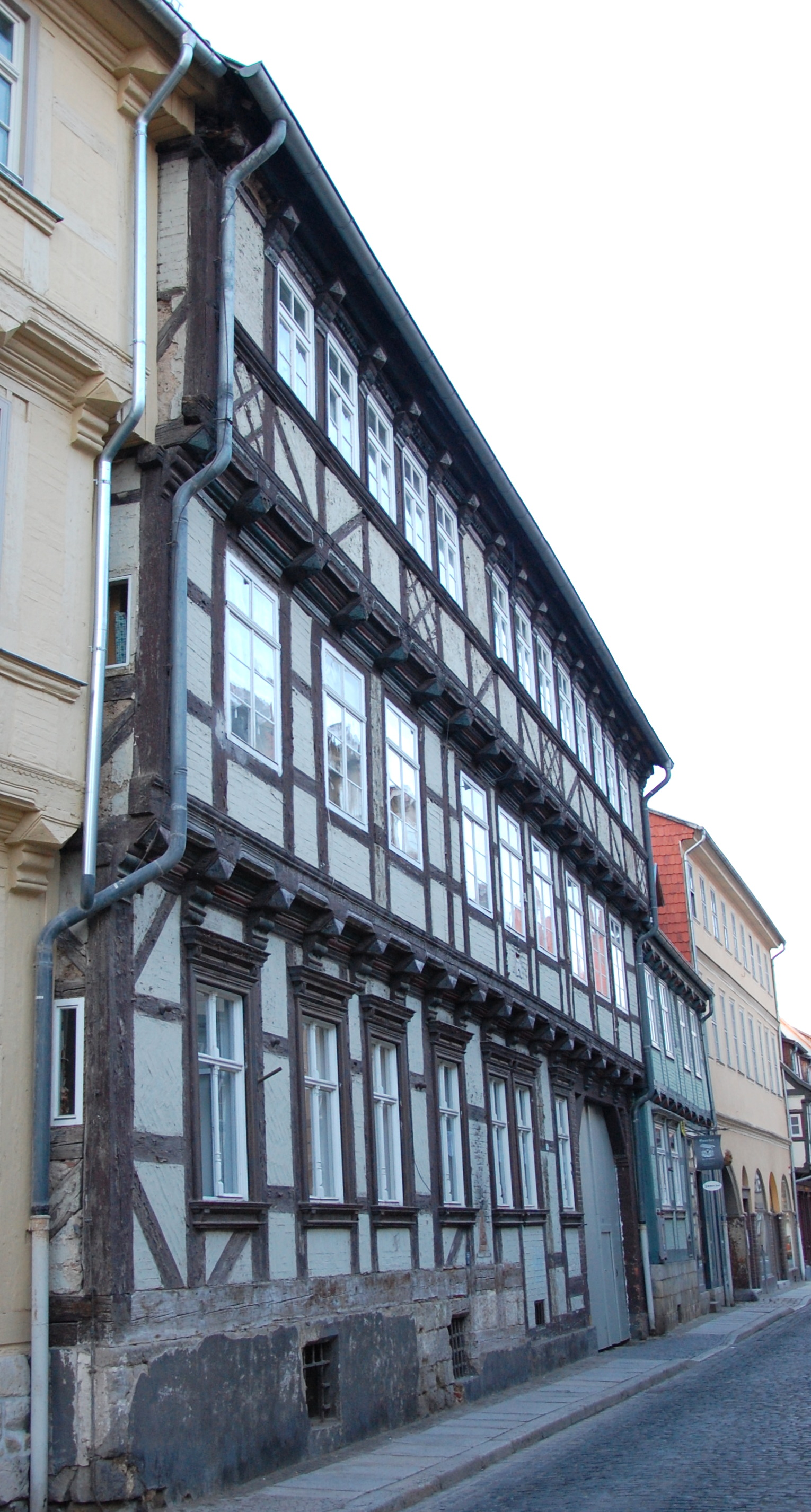
Haus Hohe Straße 25

Das Haus Hohe Straße 25 ist ein denkmalgeschütztes Gebäude in der Stadt Quedlinburg in Sachsen-Anhalt.

## Lage
Es befindet sich in der historischen Quedlinburger Altstadt westlich des Marktplatzes und gehört zum UNESCO-Weltkulturerbe. Südlich grenzt das gleichfalls denkmalgeschützte Haus Hohe Straße 24, nördlich das Haus Hohe Straße 26 an.

## Architektur und Geschichte
Das dreigeschossige Fachwerkhaus ist im Denkmalverzeichnis Quedlinburgs als Kaufmannshof eingetragen. Es entstand nach einer Inschrift an der Stockschwelle des ersten Obergeschosses im Jahr 1672. Auf den Baumeister verweisen die Buchstaben SZ sowie ein Wappen. Es wird vermutet, dass es sich dabei um einen Hinweis auf den Zimmermeister Andreas Schröder handelt. Das barocke Vorderhaus verfügt an seiner Nordseite über eine Tordurchfahrt. Die Fachwerkfassade ist reich mit Verzierungen versehen, die Obergeschosse kragen jeweils vor. An der Fassade des zweiten Obergeschosses befinden sich in den Gefachen frühe Zierausmauerungen. Abwechselnd finden sich dort Rautenkreuze und Brüstungsstreben.
Ein hofseitig angebauter grenzständiger Gebäudeflügel stammt aus der Zeit um 1800.